# Игуман Серафим (Петковић)
Серафим (световно Златко Петковић; Београд, 21. октобар 1953) протосинђел је Српске православне цркве и игуман Манастира Бјеле Воде.

## Биографија
Протосинђел Серафим (Петковић), рођен је 21. октобара 1953. године у Београду. На крштењу је добио име Златко. Основну школу Краљ Петар Први завршио је у Београду, потом је матурирао на Првој београдској гимназији.
Завршио је Електротехнички факултет Универзитета у Београду, па потом отишао у Бирмингем, где је уписао и дипломирао електротехнику са звањем дипломирани инжињер електротехнике.
Замонашен је 2001. године у Саборној цркви Светог Саве у Њујорку. На предлог епископа шабачкога Лаврентија Трифуновића отац Серафим 2005. године прелази у Манастир Бјеле Воде.
Произведен је у чин игумана Манастиру Бјеле Воде код Љубовије, 2005. године где се и данас налази.